# Upis ceramboides
Upis ceramboides é uma espécie de coleóptero que ocorre na região do Alasca.
Como característica relevante, possui resistência ao frio, podendo evitar a congelação devido à presença de substâncias anticongelantes nas células. A molécula descoberta como anticongelante é nova para a ciência, sendo constituída não por proteínas mas por açucares e ácidos gordos, que impedem a formação de cristais de gelo dentro das células.
A substância encontrada tem o nome de xilomanano.